# Uncaria paucinervis
Uncaria paucinervis är en måreväxtart som beskrevs av Johannes Elias Teijsmann och Simon Binnendijk. Uncaria paucinervis ingår i släktet Uncaria och familjen måreväxter.
Artens utbredningsområde är Java. Inga underarter finns listade i Catalogue of Life.